# Русская народная песня

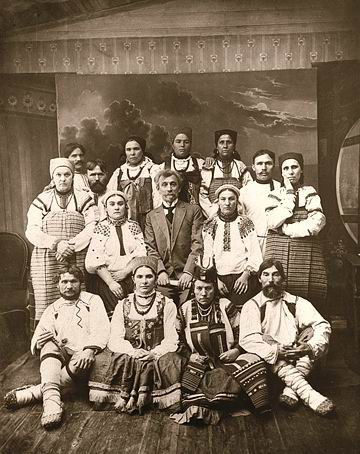
Митрофан Пятницкий с исполнителями народных песен

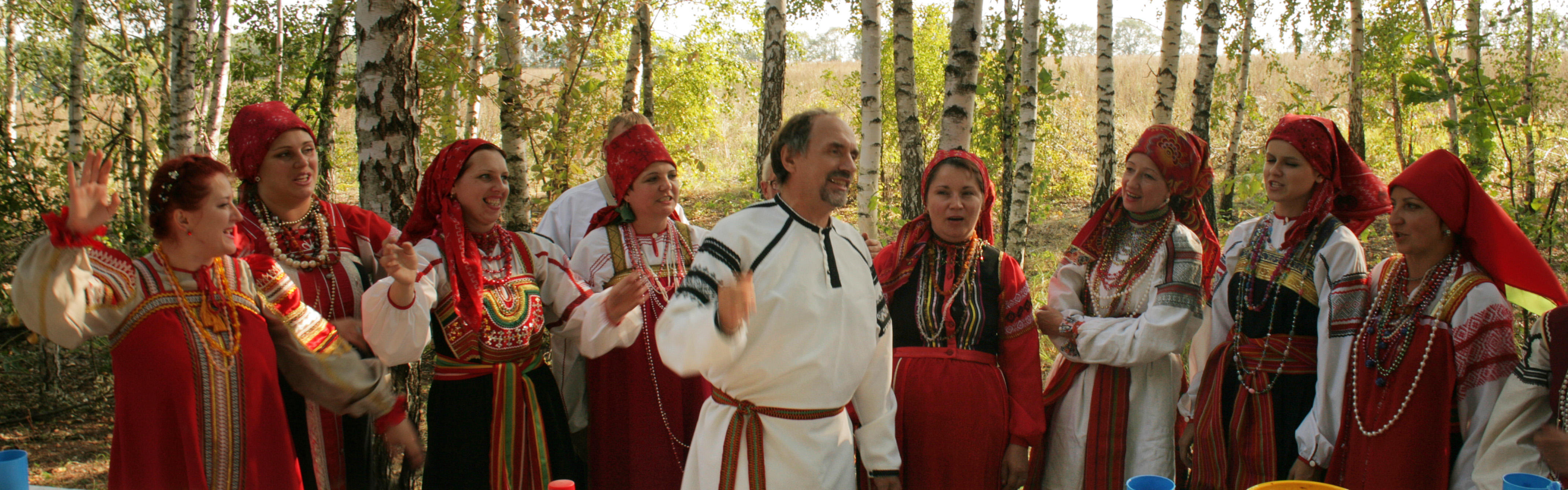
Ансамбль «Пересек» исполняет народную песню

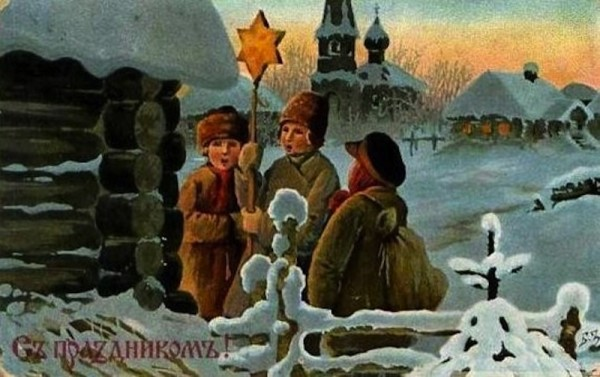
Пение колядок на дореволюционной рождественской открытке

Русская народная песня — фольклорное произведение, которое сохраняется в народной памяти и передаётся в устной форме, продукт коллективного устного творчества русского народа. Относится к народному искусству. 
Чаще всего у народной песни нет определённого автора, или автор неизвестен, но известны и народные песни литературного происхождения. Существенная черта большинства жанров русской народной песни — непосредственная связь народной песни с бытом и трудовой деятельностью (например, песни трудовые, сопровождающие различные виды труда — бурлацкие, покосные, прополочные, жатвенные, молотильные и др.), обрядовые, сопровождающие земледельческие и семейные обряды и празднества — колядки, масленичные, веснянки, купальские, свадебные, похоронные, игровые, календарные и т. п..
Специфика традиционной культуры, присущий ей синкретизм и бесписьменная природа обуславливают существенную непохожесть компонентов музыкально-поэтического языка народной песни на выразительные средства западноевропейской классической музыки. «Методика анализа и выработанные в рамках профессиональной музыки аналитические категории (такие, как такт, метр, система гармонических ладов и ладовых тяготений и др.) неприменимы по отношению к музыке устной традиции». С точки зрения ритмической организации в русском песенном фольклоре выделяются образцы с более или менее выраженным квантитати́вным началом (от лат. quantitas – количество), где акцентировка носит не динамический (как в тактометрике), а временно́й характер. «Ритмы чередования акцентируемых и неакцентируемых, кратких и долгих звуков, восходящих и нисходящих мелодических ходов могут образовывать самые разнообразные сочетания». С точки зрения звуковысотности в русской традиционной песни обнаруживается целый ряд явлений, не имеющих аналогов в западноевропейской (даже модальной Средневековой) музыке. К их числу относятся флуктуация вокального строя песен (его смещение в процессе исполнения), переменность интервального рода (некоторые напевы могут быть исполнены и в диатонической, и в пентатонной шкале), отсутствие ладовой нагрузки у концевого тона, явление «конечного неустоя» (как пишет Т. Старостина, «наличие этой удивительной категории в народных ладах возможно... потому, что в таких модальных системах всегда присутствует явный и часто повторяющийся центральный тон, освобождающий конечный от функции самого весомого устоя»). Ладовая система русского песенного фольклора в целом сложна и неоднородна, поскольку само понятие «русская народная песня» вбирает в себя большой пласт разных региональных традиций (локализм), оформившихся в разные исторические эпохи (полистадиальность).

## Типология
Русские народные песни подразделяют на:
Песенный эпос
- былины (южнорусские, среднерусские, сибирские);
- северная эпическая традиция;
- исторические песни;
- баллады;
- небылицы и скоморошины;
- песни в сказках.

Календарные обрядовые песни
- величальные зимние (колядки, щедровки, виноградье, овсеньки)
- святочные (подблюдные песни);
- масленичные;
- весенние (веснянки, волочебные, пасхальные);
- песни пахоты и сева;
- вознесенские;
- троицко-семицкие (см. Семик, Троица);
- летние (купальские песни);
- толочные, покосные, жатвенные.

Семейные обрядовые песни
- обряды рождения и пестования (пестушка);
- плачи и причитания;
- свадебные;
- колыбельные.

Традиционные лирические
Трудовые песни.
Отходнические песни
- бурлацкие;
- чумацкие;
- ямщицкие;
- солдатские;
- рабочие.

Удалые песни
- разбойничьи;
- каторжные и ссылочные;
- тюремные (блатные).

Шуточные, сатирические, частушки, припевки, страдания.
Песни литературного происхождения.
Казачий воинский репертуар.
Жанровые песни, связанные с хореографией
- хороводные;
- игровые;
- песни и инструментальные наигрыши, сопровождающие пляску;
- поздние танцы.

## Составные части
- Напев
- Подголосок

## Известные собиратели
- Бессонов Пётр Алексеевич
- Веретенников Иван Иванович
- Гильфердинг Александр Фёдорович
- Григорьев Александр Дмитриевич
- Данилов Кирша
- Джемс Ричард
- Киреевский Пётр Васильевич
- Маркс Адольф Фёдорович
- Ончуков Николай Евгеньевич
- Пальчиков Николай Евграфович
- Покровский Дмитрий Викторович
- Рыбников Павел Николаевич
- Соболевский Алексей Иванович
- Старостин Сергей Николаевич
- Щуров Вячеслав Михайлович

## Фестивали, конференции, конкурсы
В России и других странах мира проводятся различные мероприятия посвящённые русской народной песне:
- «Поёт село родное» — ежегодный всероссийский разножанровый фестиваль-конкурс[11][12].
- «Кубанский казачок» — всероссийский фестиваль фольклорных коллективов[13];
- Первый Всероссийский фестиваль-конкурс любительских творческих коллективов, организованный в рамках нацпроекта «Культура»[14]
- «Каравон» — поволжский русский фольклорный фестиваль[15];
- «Этномузыкология: история, теория, практика» — международная научно-практическая конференция[16][17].
- «Шолоховская весна» — ежегодный международный литературно-фольклорный фестиваль, посвящённый дню рождения советского писателя Михаила Шолохова.